# Szafran (przyprawa)

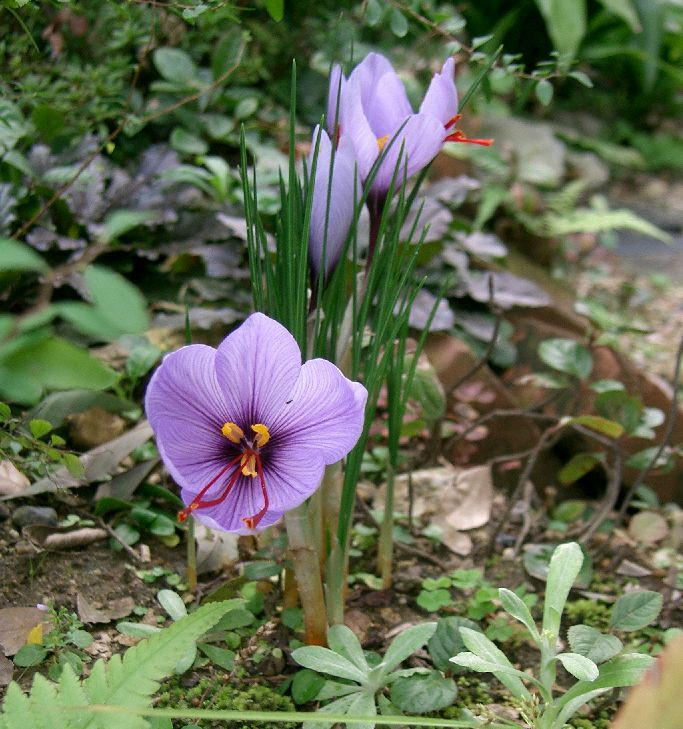
Szafran uprawny, Osaka, Japonia

Szafran − najdroższa wagowo przyprawa świata. Szafran jest wykorzystywany od ponad 3 tysięcy lat jako część składowa przypraw, kosmetyków, leków i pigmentów koloryzujących. Wysuszony znany jest z cierpkiego smaku, zapachu podobnego do skoszonej trawy oraz delikatnie metalicznego połysku. Wytwarza się go ze znamion słupków rośliny przyprawowej − szafranu uprawnego. Roślina ta występowała naturalnie prawdopodobnie w Azji południowo-zachodniej, ale jej pierwsze uprawy powstały w Grecji. Obecnie znana jest tylko z upraw. Największym producentem szafranu jest Iran, któremu przypada ponad połowa jego światowej produkcji.
Zarówno historycznie jak i w czasach współczesnych szafran jest głównie wykorzystywany do produkcji napojów i potraw, a jego rozprzestrzenienie się zawdzięcza wykorzystywaniu przy wypiekach, przygotowaniu potraw curry czy napojów alkoholowych w Azji, Europie, Afryce czy obu Amerykach. 
Jako lekarstwo szafran był używany od czasów starożytnych w leczeniu szerokiej gamy chorób, takich jak: rozstrój żołądka, zaraza morowa czy czarna ospa. Testy kliniczne wykazują również potencjał szafranu jako środka powstrzymującego starzenie oraz zwalczającego raka. Szafran był również używany do farbowania włókien i wyrobu produktów tekstylnych, z których wiele ma znaczenie liturgiczne i obrzędowe. 
Szafran jest uprawiany w szerokim pasie Eurazji, od Morza Śródziemnego po Chiny. Główne obszary produkcji szafranu w czasach starożytnych to Iran, Hiszpania, Indie oraz Grecja, które wciąż kontynuują dominację światowej produkcji.

## Współczesny handel
| Regiony intensywnej uprawy     |
| Kraje o wysokiej produkcji     |
| Regiony o ograniczonej uprawie |
| Kraje o ograniczonej uprawie   |
| Współczesne centra handlowe    |
| Historyczne centra handlowe    |

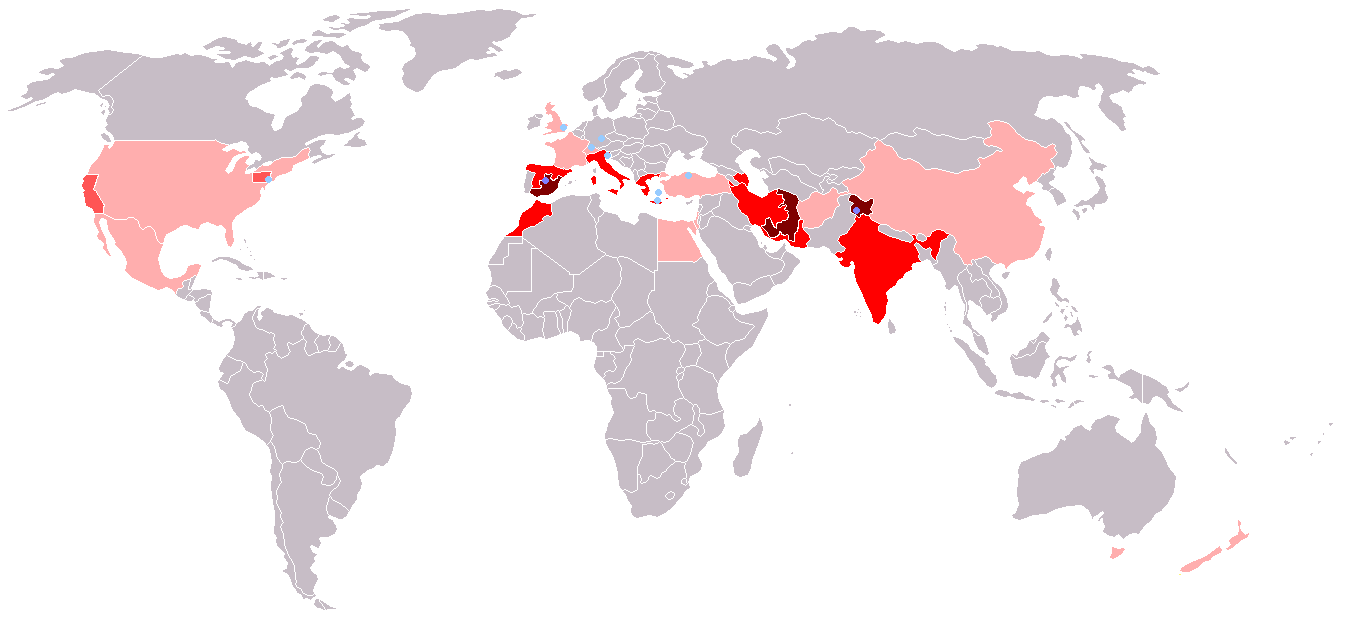
Światowa produkcja szafranu:

Praktycznie cała produkcja szafranu jest umiejscowiona w pasie od Morza Śródziemnego po Kaszmir, na wszystkich pozostałych kontynentach produkuje się szafran w małych ilościach. Całkowita światowa produkcja wynosi około 300 ton, wliczając zarówno suszone znamiona szafranu jak i ich formę sproszkowaną . Wlicza się w to 50-tonową produkcję szafranu typu "coupe" (najwyższa jakość) na rok 1991.
Iran, Hiszpania, Indie, Grecja, Azerbejdżan, Maroko oraz Włochy dominują światową produkcję szafranu, Hiszpania i Iran wytwarzają około 80% światowej produkcji. W ostatnich latach również Afganistan rozpoczął uprawę szafranu. 
Pomimo intensywnych prób w krajach takich jak Austria, Anglia, Niemcy czy Szwajcaria tylko pojedyncze uprawy w centralnej i północnej Europie wciąż produkują szafran. Jedna z takich upraw znajduje się w Szwajcarii w kantonie Valais, całkowita produkcja upraw znajdujących się w wiosce Mund to kilka kilogramów . Minimalne uprawy znajdują się również na Tasmanii , w Chinach, Egipcie, Francji, Izraelu, Meksyku, Nowej Zelandii, Turcji, Kalifornii oraz Afryce Środkowej.
Wysoki koszt szafranu jest spowodowany koniecznością ręcznego zbioru dużych ilości drobnych słupków kwiatowych, jedynej części rośliny o wymaganym smaku i zapachu. Dodatkowo potrzeba wielkiej liczby kwiatów, aby zebrać handlowe ilości szafranu. Aby wyprodukować około 45 dekagramów szafranu należy wykorzystać około 50 tys. kwiatów, zajmujących obszar uprawny wielkości boiska do piłki nożnej. Inne obliczenia podają liczbę około 75 tys. kwiatów do wytworzenia tej samej ilości przyprawy. Jest to spowodowane różnicami w wielkości słupków poszczególnych roślin. Dodatkowym problemem jest jednoczesne kwitnienie roślin i fakt, że mija ono bardzo szybko. Ponieważ do wyprodukowania jednego kilograma szafranu jest potrzebna tak ogromna liczba kwiatów, 40 godzin intensywnej pracy staje się walką z czasem. W Kaszmirze tysiące osób zajmujące się uprawą szafranu musi pracować na zmiany przez okres od tygodnia do dwóch, zarówno w dzień jak i w nocy .

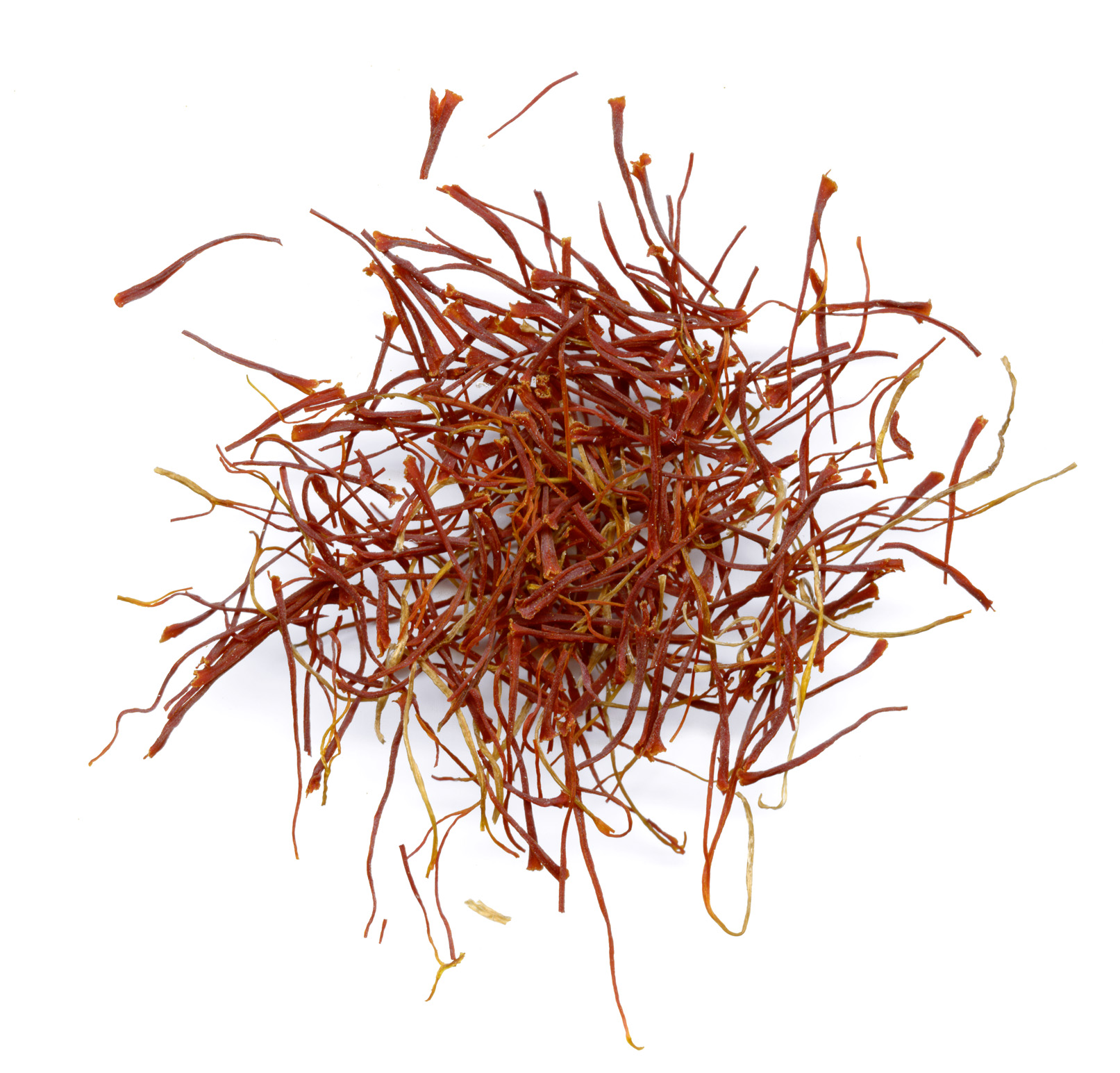
Czerwone znamiona słupka na żółtej nitce słupka

Po oddzieleniu znamiona muszą być natychmiast wysuszone, aby zapobiec rozkładowi i pleśni, niszczących wartość produktu. Tradycyjną metodą suszenia jest rozłożenie świeżych znamion na delikatnych siatkach, które są później umiejscowione ponad małym ogniem węglowym lub drzewnym, albo w specjalnych pomieszczeniach przypominających piekarnik, w temperaturze około 30-35 °C na 10-12 godzin. Następnie wysuszona przyprawa jest zamykana w szczelnych szklanych pojemnikach.
Ceny hurtowe mogą osiągnąć nawet 3000 PLN za 1 kilogram, ceny detaliczne mogą być nawet kilkukrotnie większe. W krajach zachodnich średnia cena to 6000 PLN za 1 kg. Wysokiej cenie towarzyszy bardzo niskie zapotrzebowanie: zaledwie parę gramów jednorazowo do celów medycznych i parę znamion do celów kulinarnych (w kilogramie znajduje się od 150 tys. do 250 tys. znamion).
Doświadczeni handlarze szafranem posiadają zwyczajowe reguły przy wyborze produktu, poszukują znamionek o żywym, karmazynowym kolorze, elastycznych oraz delikatnie wilgotnych w dotyku. Odrzucają natomiast znamiona o kolorze ceglanym (wskazującym wiek) oraz sprawdzają czy na dnie pojemnika nie gromadzą się połamane cząstki, co by wskazywało na kruchość.
Przypadki handlu starym i przesuszonym szafranem najczęściej zdarzają się w trakcie zbiorów czerwcowych, kiedy to handlowcy próbują pozbyć się zeszłorocznych zapasów. Zgodnie z przyjętymi przez doświadczonych handlarzy zasadami, powinny być używane tylko znamiona z tegorocznego zbioru, w związku z czym szanujący się handlarze oznaczają na opakowaniach szafranu rok zbioru np. "2002/2003".

## Wykorzystanie szafranu w sztuce kulinarnej
Szafran jest szeroko wykorzystywany w kuchni europejskiej, północno-afrykańskiej i azjatyckiej. Zapach jest opisywany jako podobny do miodu z nutą siana i metalicznym posmakiem. Szafran ma smak sienny z nutą cierpkości. Szafran również powoduje pomarańczowe zabarwienie potraw, do których jest dodawany, z tego powodu jest używany w wypiekach, produkcji sera i wyrobów cukierniczych, curry, alkoholach, potrawach mięsnych oraz zupach. Szafran jest również wykorzystywany w Iranie, Hiszpanii oraz Indiach jako przyprawa do ryżu. Ryż szafranowy jest wykorzystywany w wielu kuchniach narodowych, między innymi w paelli czy rybnej zarzuelli. Jest także wykorzystywany w fasolowej "fabadzie" z Asturii, francuskiej bouillabaisse, włoskim risotto alla milanese, czy szwedzkich i kornwalijskich bułeczkach szafranowych

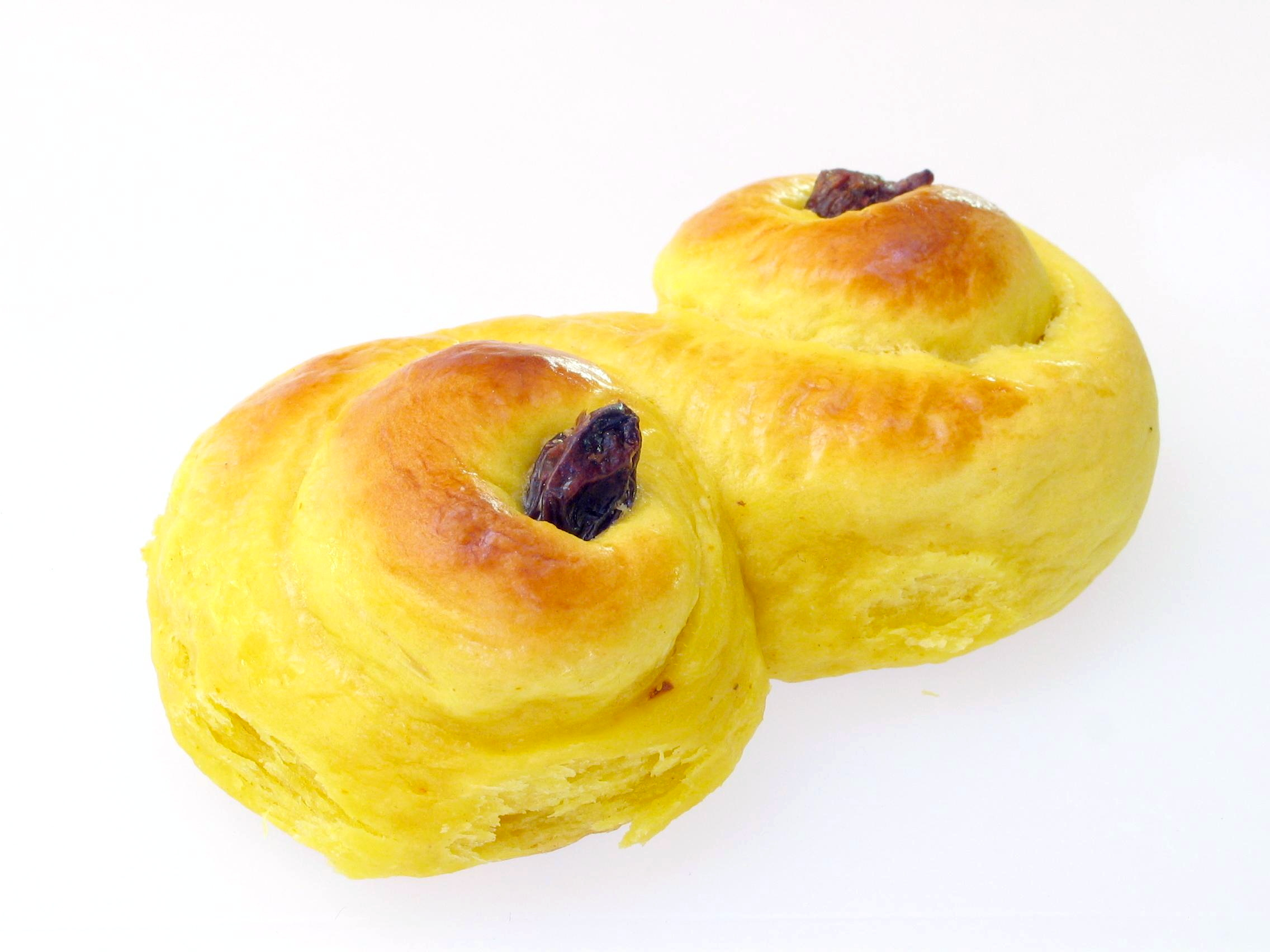
Bułeczka szafranowa typu szwedzkiego, tradycyjnie spożywana przed Świętami Bożego Narodzenia

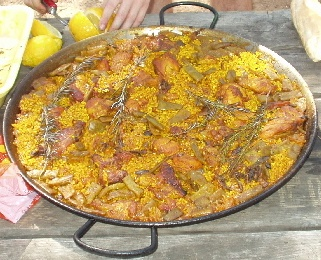
Szafran jest jednym z trzech głównych składników hiszpańskiej paelli i jest odpowiedzialny za jej żółtawe zabarwienie

Irańczycy stosują szafran w swojej potrawie narodowej Kebab Chelow, a Uzbecy wykorzystują go do dania zwanego weselnym pilawem. Marokańczycy wykorzystują szafran w swojej kuchni do potraw typu tażin, np. kefta (pulpety z pomidorami), mqualli (kurczak w cytrynie) czy mrouzia (soczysta baranina w śliwkach i migdałach). Szafran jest także w mieszaninie o nazwie chermoula, używanej do doprawiania różnych dań. 
Kuchnia indyjska wykorzystuje szafran do dań typu biriani, składających się z doprawionego ryżu i warzyw. Jest także wykorzystywany przy wyrabianych z mleka słodyczach jak gulab jamun, kulfi, czy lassi.

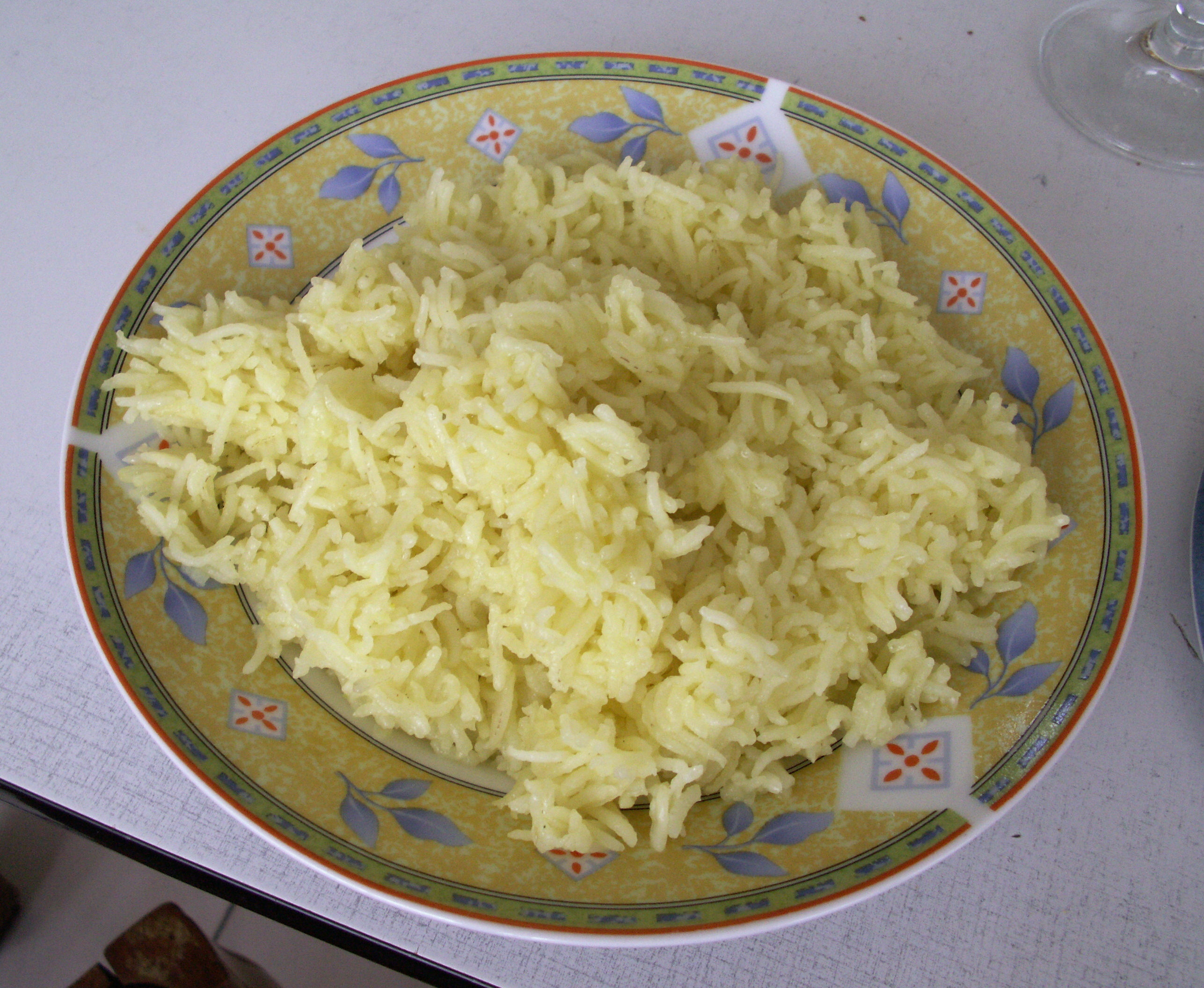
Podstawowy ryż szafranowy z kostki rosołowej i szafranu

Z powodu wysokich kosztów szafran jest często zastępowany lub mieszany z kurkumą i krokoszem. Obydwa doskonale udają szafran pod względem koloru, natomiast ich smaki są bardzo od niego odmienne. Szafran jest również wykorzystywany w cukiernictwie i produkcji alkoholi, szczególnie we Włoszech.
Doświadczeni użytkownicy szafranu często łamią znamiona i namaczają je w wodzie przed dodaniem do potraw, na przykład, pozostawienie ich w wodzie lub sherry na około 10 minut, powoduje lepsze rozpuszczenie się szafranu w płynie. Tak przygotowany szafran dodaje się do potrawy wraz z płynem, w którym był rozpuszczany. Takie postępowanie jest uznawane za dające lepsze rezultaty w kwestii równomiernego rozłożenia smaku i koloru w całej potrawie, szczególnie w przygotowaniu gęstych sosów czy wypieków. Sproszkowany szafran nie wymaga takich zabiegów.

## Wykorzystywanie w medycynie

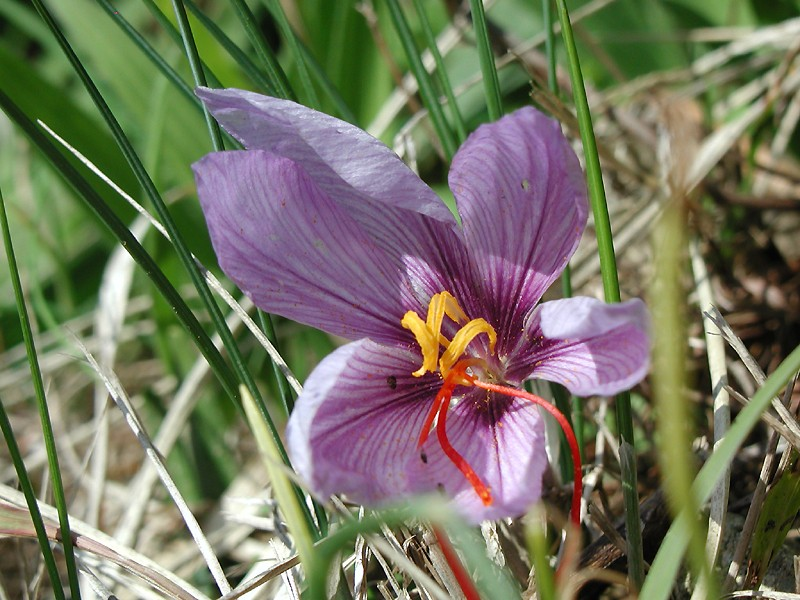
Kwiat szafranu uprawnego

Wykorzystanie szafranu w medycynie jest częścią folkloru. Jest on wykorzystywany jako środek wiatropędny oraz wspomagający przepływ krwi . W średniowieczu był wykorzystywany do leczenia infekcji dróg oddechowych, szkarlatyny, czarnej ospy, raka, astmy czy hipoksji. Był wykorzystywany również w leczeniu chorób krwiobiegu, bezsenności, chorób serca, problemów żołądkowych, artretyzmu, krwawień macicy, zaburzeń miesiączki, kolek niemowlęcych czy chorób gałki ocznej. 
Starożytni Persowie i Egipcjanie używali szafranu jako afrodyzjaku, antidotum przeciwko truciznom, środka pobudzającego układ trawienny, leczącego dyzenterię oraz odrę. W Europie osoby praktykujące doktrynę podpisów Paracelsusa uważały żółtawy odcień szafranu za znak jego właściwości leczniczych w leczeniu żółtaczki .
Wstępne badania sugerują, że karotenoidy w szafranie mają działanie antyrakowe, antymutageniczne i immunomodulacyjne. Dimetylokrocetyna, składnik odpowiedzialny za takie efekty zwalcza objawy raka u gryzoni, oraz białaczki u ludzi. Wyciągi z szafranu powodują spowolnienie wzrostu guza wodobrzusza, powstawanie brodawczaka oraz zmniejsza mięśniaki tkanek miękkich u myszy, redukuje także raka kolczystokomórkowego skóry. 
Badacze uważają, że bazując na wynikach badań nad tymidyną taka działalność przeciw rakowa może być przypisana rozbijaniu wiązań DNA enzymów typu II topoizomeraz przez dimetylokrocetynę. W związku z tym, że topoizomerazy odgrywają kluczową rolę w zarządzaniu strukturą DNA, złośliwe komórki miałyby ograniczone możliwości replikacji. 

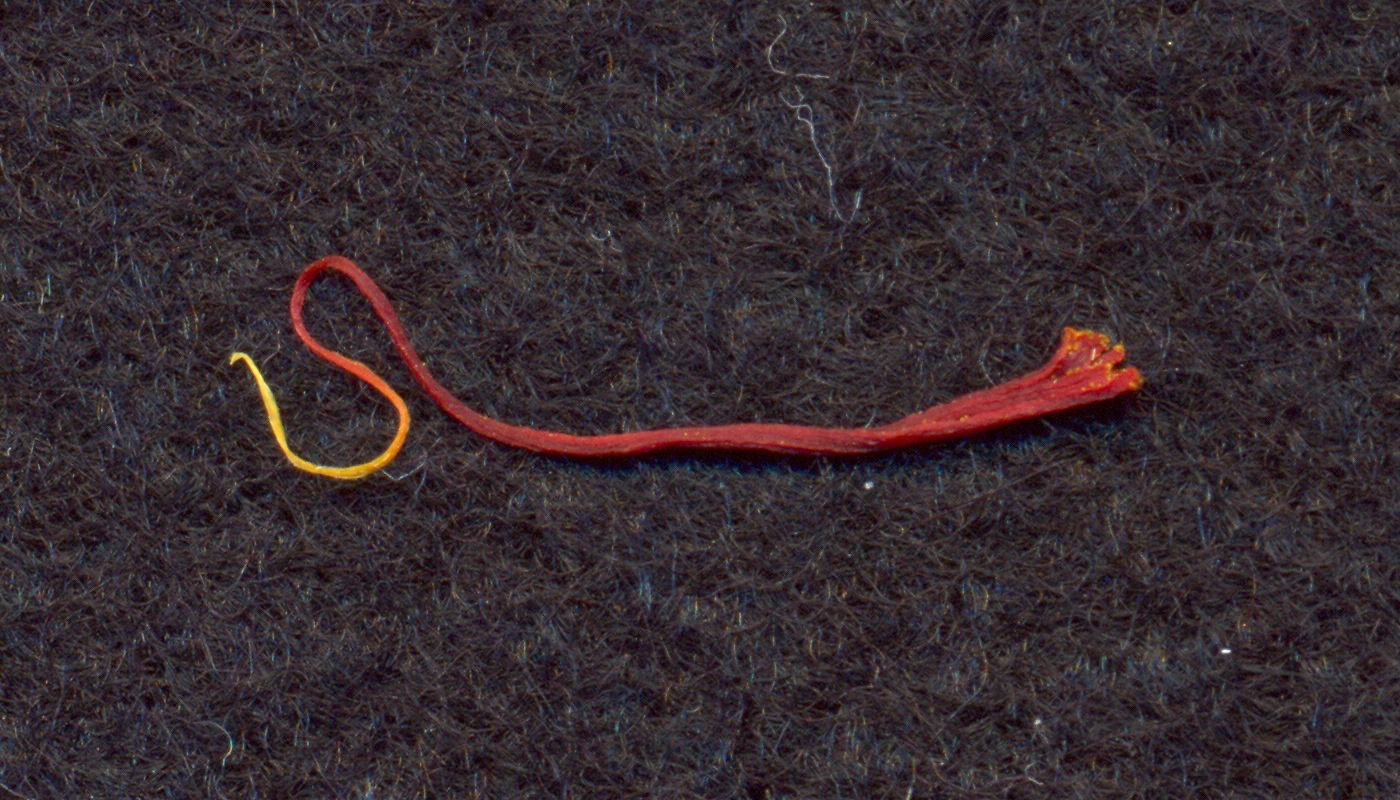
Pojedynczy słupek, długości ok. 2 cm

Efekty działania farmaceutycznego szafranu na nowotwory złośliwe były dokumentowane zarówno przy użyciu metod in vitro jak i in vivo, jego działanie przedłuża życie myszy które miały przeszczepione mięśniaki do otrzewnej. Badacze następnie podawali doustnie 200 miligramów ekstraktu szafranu na każdy kilogram masy myszy. W efekcie żywotność myszy została przedłużona o 111.0%, 83.5%, i 112.5% w odniesieniu do bazowej żywotności. Badacze również odkryli, że szafran wykazuje cytotoksyczność w odniesieniu do typów raka DLA, EAC, P38B, i S-180 w badaniach in vitro. Dzięki tym badaniom, pokazano potencjał przyszłego wykorzystania szafranu w leczeniu przeciwnowotworowym.
Oprócz właściwości antyrakowych i leczenia ran, szafran jest również przeciwutleniaczem, co oznacza że jako środek przeciwko starzeniu neutralizuje działanie wolnych rodników. Takie działanie osiągnięto za pomocą użycia safranalu i krocyny, dwóch aktywnych środków znajdujących się w szafranie. Szafran uważa się więc za możliwe źródło substancji przeciw utleniających w kosmetykach, środkach farmaceutycznych i dodatków do artykułów spożywczych.
Szafran za pośrednictwem zawartych w nim substancji (krocyny, krocetyny, safranalu) hamuje wychwyt zwrotny neuroprzekaźników w ośrodkowym układzie nerwowym tj. noradrenaliny, dopaminy i serotoniny (w sposób analogiczny do mechanizmu działania niektórych leków przeciwdepresyjnych), przez co może mieć działanie lecznicze w przypadkach łagodnej depresji, jakkolwiek pod względem efektywności działania nie dorównuje nowoczesnym lekom przeciwdepresyjnym. Natomiast stosowany jednocześnie z lekami przeciwdepresyjnymi potencjalnie może powodować zagrażające zdrowiu interakcje farmakologiczne.
Szafran spożyty natomiast w dużych ilościach jest zabójczy. Przeprowadzone badania nad zwierzętami laboratoryjnymi wskazało, że dawka śmiertelna (mierzona jako dawka przy której 50% zwierząt umrze od przedawkowania) to 20,7 grama na kilogram masy ciała.

## Barwiarstwo i perfumiarstwo
Pomimo wysokich kosztów, szafran jest używany jako barwnik do tkanin, szczególnie w Chinach i Indiach. Jako czynnik koloryzujący jest to środek niestabilny, a jego pomarańczowo-żółty kolor szybko przechodzi w blady kremowożółty. Znamiona szafranu, nawet w minimalnych ilościach, dają jasny żółtopomarańczowy kolor. Zwiększanie ilości barwnika, powoduje zmianę koloru na bogaty odcień czerwieni. Tradycyjnie szafranowe odmiany kolorystyczne ubrań były zarezerwowane dla szlachetnie urodzonych, jednocześnie podkreślając ich rytualne znaczenie, oraz zróżnicowanie warstw społecznych. Barwnik szafranowy jest odpowiedzialny za szafranowy, cynobrowy i ochrowy kolor szat noszonych przez buddyjskich i hinduskich mnichów. W średniowiecznej Irlandii i Szkocji, zamożni mnisi nosili długie lniane koszule nazywane léine barwione tradycyjne za pomocą szafranu.
Wielokrotnie próbowano zastąpić kosztowny szafran tańszymi barwnikami. Jego kulinarne substytuty – krokosz i kurkuma – dają jasnożółty barwnik, ale nie jest to dokładny odpowiednik szafranu. Składnik powodujący koloryzację szafranu, substancja o nazwie krocyna, została odkryta również w owocach gardenii. W związku z tym, że gardenia jest znacznie mniej kosztowna w uprawie, w Chinach i Indiach prowadzi się obecnie badania nad wykorzystaniem jej jako substytutu szafranu .

### Książki
- D. B. Grigg: The Agricultural Systems of the World. Wyd. 1st. Cambridge University Press, 1974. ISBN 978-0-521-09843-4.
- Harold McGee: On Food and Cooking: The Science and Lore of the Kitchen. Scribner, 2004. ISBN 978-0-684-80001-1.
- Tony Hill: The Contemporary Encyclopedia of Herbs and Spices: Seasonings for the Global Kitchen. Wyd. 1st. Wiley, 2004. ISBN 978-0-471-21423-6.
- Santha Rama Rau: The Cooking of India. Time-Life Books, 1969, seria: Foods of the World. ISBN 978-0-8094-0069-0.

### Czasopisma
- F.I. Abdullaev, Cancer chemopreventive and tumoricidal properties of saffron (''Crocus sativus L.''), „Experimental Biology and Medicine”, 227 (1), 2002, s. 20-5, DOI: 10.1177/153537020222700104, PMID: 11788779 [dostęp 2006-01-10] [zarchiwizowane z adresu 2012-12-05].
- A.N. Assimopoulou, Z. Sinakos, V.P. Papageorgiou, Radical scavenging activity of ''Crocus sativus L.'' extract and its bioactive constituents, „Phytotherapy Research”, 19 (11), 2005, s. 997-1000, DOI: 10.1002/ptr.1749, PMID: 16317646.
- The pharmacological action of 藏红花 (zà hóng huā—Crocus sativus L.): effect on the uterus and/or estrous cycle. „Yao Hsueh Hsueh Pao”. 11, 1964.brak numeru strony
- Tasmania's Saffron Gold. „Landline (ABC—Australian Broadcasting Corporation)”, 2002. [dostęp 2006-01-10].brak numeru strony
- Dangerous Tastes: The Story of Spices, University of California Press, 2002 [dostęp 2006-01-10]. Brak numerów stron w książce
- Darling Biomedical Library. Saffron. „Darling Biomedical Library (UCLA)”, 2002. [dostęp 2006-01-10].
- B Deo. Growing Saffron—The World's Most Expensive Spice. „Crop & Food Research (New Zealand Institute for Crop & Food Research)”, 2003. [dostęp 2006-01-10].
- Saffron: An Anti-Depressant Herb. „Institute for Traditional Medicine”, 2005. [dostęp 2006-01-10].brak numeru strony
- Saffron, Taylor & Francis, 1999 [dostęp 2006-01-10]. Brak numerów stron w książce
- The Agricultural Systems of the World, Cambridge University Press, 1974 [dostęp 2006-01-10]. Brak numerów stron w książce
- Satish C. Nair, S.K. Kurumboor, J.H. Hasegawa, Saffron chemoprevention in biology and medicine: a review, „Cancer Biotherapy”, 10 (4), 1995, s. 257-64, DOI: 10.1089/cbr.1995.10.257, PMID: 8590890.
- The Contemporary Encyclopedia of Herbs and Spices: Seasonings for the Global Kitchen, Wiley, 2004. Brak numerów stron w książce
- Saffron (Crocus sativus L.). „Gernot Katzer's Spice Pages”, 2010. [dostęp 2012-12-08].brak numeru strony
- Kashmiris Pin Hopes on Saffron. „BBC News”, 1998-11-11. [dostęp 2006-01-10].brak numeru strony
- A History of Greater Britain as Well England as Scotland, University Press, 1892 [dostęp 2006-01-30]. Brak numerów stron w książce
- On Food and Cooking: The Science and Lore of the Kitchen, Scribner, 2004, ISBN 0-684-80001-2 [dostęp 2006-01-10]. Brak numerów stron w książce
- S.C. Nair, B. Pannikar, K.R. Panikkar, Antitumour activity of saffron (''Crocus sativus'')., „Cancer Letters”, 57 (2), 1991, s. 109-114, DOI: 10.1016/0304-3835(91)90203-t, PMID: 2025883.
- Saffron. „USDA Phytochemical Database”, 2005. [dostęp 2006-01-10].brak numeru strony
- The Cooking of India, Time Life Education, 1969. Brak numerów stron w książce
- Secrets of Saffron: The Vagabond Life of the World's Most Seductive Spice, Beacon Press, 2001 [dostęp 2006-01-10]. Brak numerów stron w książce
- Recipe Search Results: Saffron. [w:] Epicurious [on-line]. [dostęp 2009-11-23].
- Saffron. [w:] Flora Health [on-line]. [dostęp 2009-11-23]. [zarchiwizowane z tego adresu (2006-02-22)].
- Saffron. [w:] Gourmet Sleuth [on-line]. [dostęp 2009-11-23].
- Unlocking the Secrets of Medieval Painters and Illuminators. [w:] Lapis and Gold [on-line]. [dostęp 2009-11-23].

### Różne
- Pip Courtney. Tasmania's Saffron Gold. „Landline”, 2002-05-19. Australian Broadcasting Corporation. [dostęp 2012-10-26].
- Gernot Katzer: Saffron (Crocus sativus L.). [w:] Gernot Katzer's Spice Pages [on-line]. 2010. [dostęp 2012-12-08].
- Daniel Lak: Kashmiris Pin Hopes on Saffron. [w:] BBC News [on-line]. 1998-11-11. [dostęp 2011-09-11].

Przeczytaj ostrzeżenie dotyczące informacji medycznych i pokrewnych zamieszczonych w Wikipedii.